# Sega Out Run Hardware
Sega Out Run Hardware es una placa de arcade creada por Sega destinada a los salones arcade.

## Descripción
El Sega Out Run Hardware fue lanzada por Sega en 1985.
Posee dos procesadores MC68000 @ 12.5 MHz. y tiene un procesador de sonido Z80 trabajando a 4 MHz., con chips de sonido YM2151 @ 4 MHz & SegaPCM @ 15.625 kHz.
En esta placa funcionaron 4 títulos.

## Especificaciones técnicas

### Procesador
- 2x MC68000 @ 10 MHz.

### Audio
- Z80 @ 4 MHz.

Chips de Sonido:
- - YM2151 @ 4 MHz & SegaPCM @ 15.625 kHz

### Video
- Resolución: 320 x 224

## Lista de videojuegos
- Limited Edition Hang-On
- Out Run
- Super Hang-On
- Turbo Out Run